# هيلين جان براون
هيلين جان براون (بالإنجليزية: Helen Jean Brown)‏ هي عالمة نبات أمريكية، ولدت في 9 أغسطس 1903 في بومونت في الولايات المتحدة، وتوفيت في 16 يونيو 1982 في ستامفورد في الولايات المتحدة.